# 穆罗姆采沃农村居民点
穆罗姆采沃农村居民点（俄语：Муромцевское сельское поселение）是俄罗斯联邦弗拉基米尔州苏多格达区所属的一个农村居民点。其下辖有29个居民点，行政中心为穆罗姆采沃。据2016年统计，该农村居民点的人口为4742人。